# Мар'янівський (стадіон)
«Мар'янівський» — футбольний стадіон у селі Мар'янівка Херсонської області. На ньому тимчасово проводить свої домашні матчі чемпіонату та кубку України футбольний клуб «Таврія» (Сімферополь).

## Історія
Будівництво стадіону було розпочато у 2017 році.